# 데이비드 잰슨

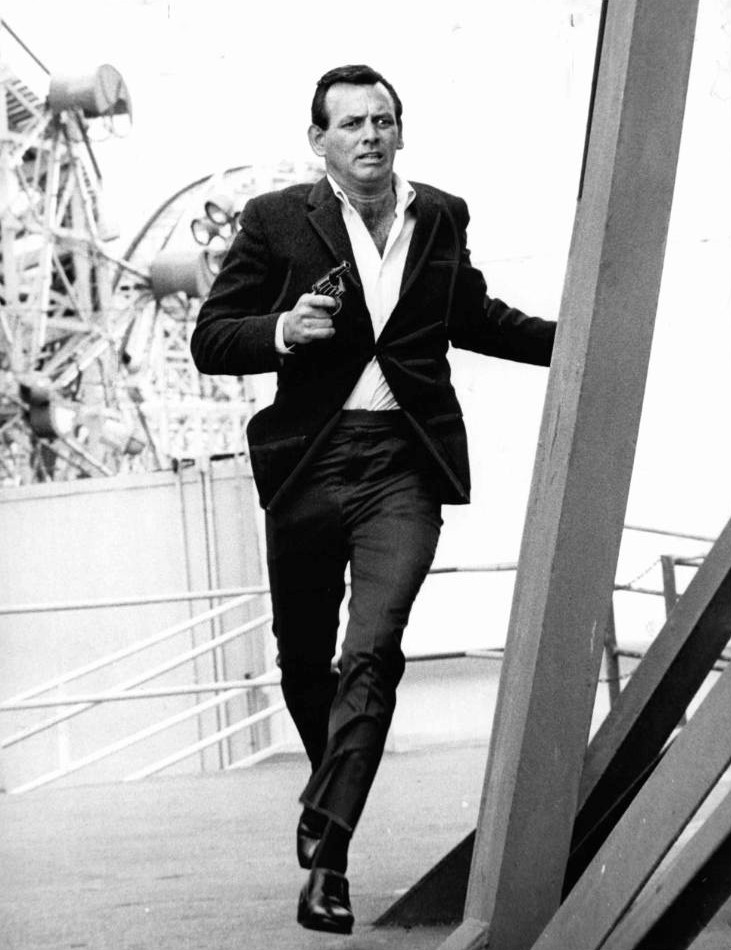

데이비드 잰슨(David Janssen, 1931년 3월 27일 ~ 1980년 2월 13일)는 미국의 배우, 극작가이다.
말리부에서 사망하였다. 사인은 심근 경색이다.

## 영화
- 오, 인천 (1981년)
- 썬더버드 작전 (1977년)
- 골든 랑데부 (1977년)
- 악몽의 602편 (1976년)
- 2분 경고 (1976년)
- 재뉴어리 (1975년)
- 스위스의 음모 (1975년)
- 희생자 (1973년)
- 문 오브 더 울프 (1972년)
- 특명수사관 오하라 (1971년)
- 제너레이션 (1969년)
- 마루니드 (1969년)
- 슈즈 오브 더 피셔먼 (1968년)
- 그린 베레 (1968년)
- 경고 사격 (1967년)
- 마이 식스 러브스 (1963년)
- 전장이여 영원히 (1960년)
- 프란시스 인 더 헌티드 하우스 (1956년)
- 컬트 오브 더 코브라 (1955년)
- 불타는 전장 (1955년) - Lt. 리 역
- 프란시스 인 더 네이비 (1955년)
- 순정에 맺은 사랑 (1955년)
- 프란시스 고즈 투 웨스트 포인트 (1952년)
- 이츠 어 프레저 (1945년)

### 텔레비전
- 유물 (1978, The Word)
- 도망자 (1963년)